# Jean-Joseph Bilfeldt
Jean-Joseph Bilfeldt, né le 29 décembre 1793 à Avignon et mort le 17 janvier 1858 à Paris, est un peintre français.

## Biographie
Jean-Joseph-Houille Bilfeldt est le fils de Hans Mathias Bilfeldt, marchand de cuir, et de Rose Sermand.
Il expose au Salon de 1822 à 1845.
En 1832, il épouse Charlotte Céleste Zoé Garcin.
Il meurt à son domicile de la rue de La Michodière, à l'âge de 64 ans, le peintre Jean Joseph Vaudechamp est témoin du décès devant l'état civil.